# Pisarz (starożytny Egipt)
Zasugerowano, aby zintegrować ten artykuł z artykułem Skryba. Nie opisano powodu propozycji integracji.

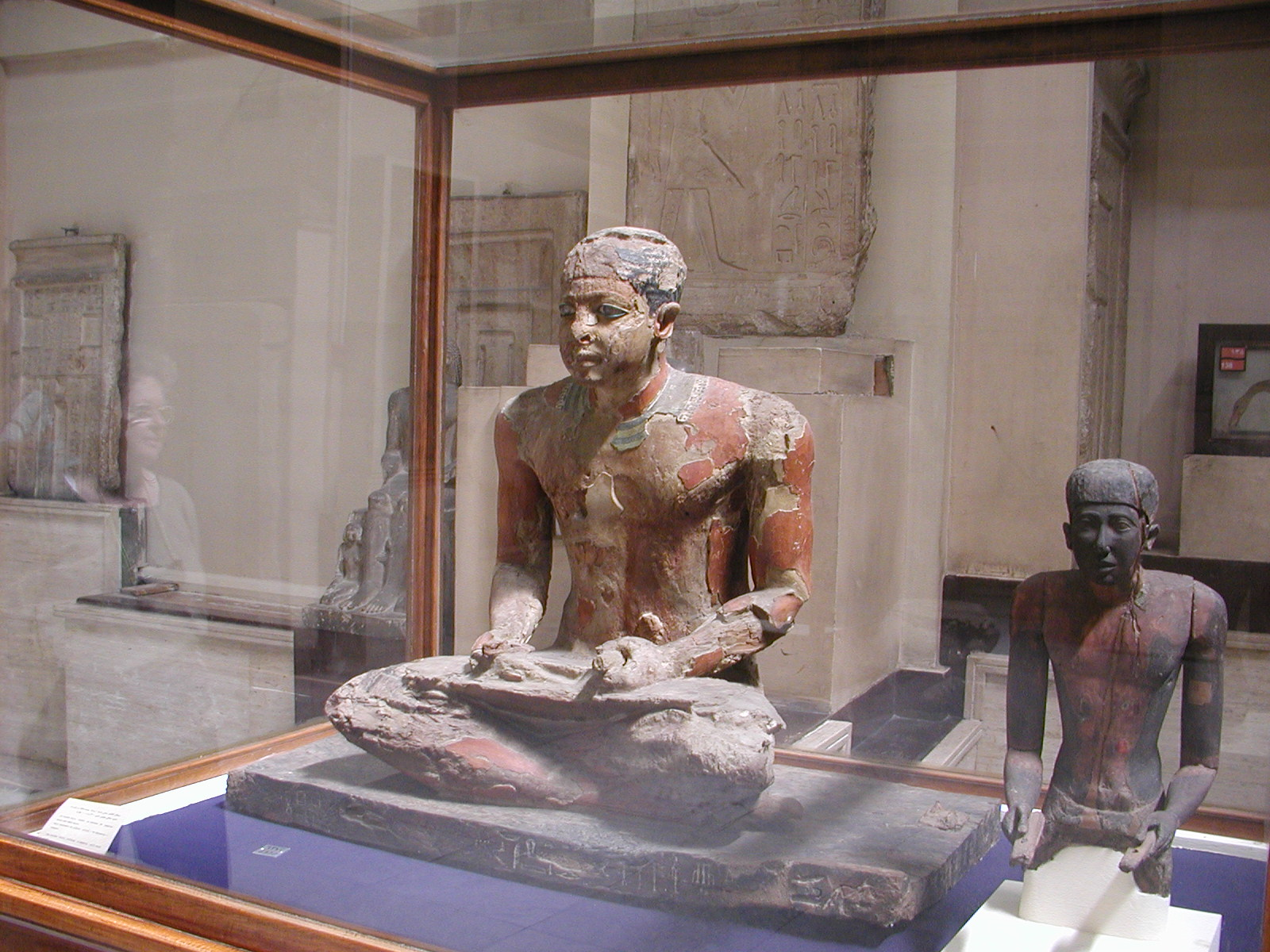
Pisarz. Muzeum Egipskie w Kairze

Pisarz (Starożytny Egipt) - przedstawiciel warstwy społecznej Starożytnego Egiptu, był osobą wykształconą, posiadającą umiejętność pisma. Zajmował uprzywilejowaną pozycję w egipskim społeczeństwie - wykształcenie otwierało mu szeroką drogę awansu. Pisarze tworzyli trzon egipskiego systemu administracyjnego, potrzebnego do odgórnego koordynowania gospodarki państwa. Wśród pisarzy istniało rozwarstwienie klasowe - najniżsi rangą pracowali jako gminni skrybowie, najwyżsi zajmowali czołowe urzędy w państwie i mieli kluczowy wpływ na jego politykę.

## Pozycja w społeczeństwie
Pisarze w społeczeństwie starożytnego Egiptu byli traktowani ze szczególnym szacunkiem. Byli warstwą nieproduktywną – Egipcjanie jednak już od czasów archaicznych widzieli potrzebę utrzymywania takiej warstwy. Wynikało to z dwóch głównych powodów.
- System nawadniający. System basenowy, stosowany w Egipcie, wymagał odgórnego zarządzania. Do administrowania tak wielkiego obszaru jak dolina Nilu, niezbędna była rzesza urzędników posługujących się pismem. Pisarze zajmowali się m.in. obliczaniem podatku od ziarna, szacowaniem ilości plonów itp.

- Wiara w moc twórczą słowa. Egipcjanie, podobnie jak przedstawiciele innych cywilizacji bliskiego wschodu np. Żydzi, wierzyli w wyjątkową siłę słowa pisanego. Rzecz podpisana imieniem właściciela na zawsze pozostawała jego własnością. W świątyni kapłani czytali archaiczne księgi, które były uznawane jako słowa samych bogów. Najmniejsza pomyłka w recytacji oznaczała świętokradztwo. Modlitwy znajdujące się w grobowcach zapisywano po to, aby hipotetyczni odwiedzający przeczytali ich słowa, zapewniając w ten sposób zmarłemu życie wieczne. W takich warunkach praca pisarza odznaczał się niezwykłą odpowiedzialnością, a dla społeczeństwa była niezbędna.

## Narzędzia pracy
Do obowiązków każdego pisarza należało przygotowanie przyborów potrzebnych do pracy. zwykle były to:
- Paletka. Była to prostopadłościenna bryłka z paroma wyżłobieniami. Zazwyczaj robiona z kości słoniowej, drewna lub metalu. Podłużne wyżłobienie służyło na trzymanie pióra, a w  kilku mniejszych, okrągłych przechowywano atrament.

- Atrament. Przechowywany w postaci stałej, powstawał z mieszaniny węgla drzewnego i kleju roślinnego. Używało się go mocząc pędzel w wodzie i zwilżając w ten sposób powierzchnię atramentu trzymanego na paletce (podobnie jak w przypadku dzisiejszych farb akwarelowych).

- Pióro. Wykonywane poprzez przegryzienie zwykłej łodygi trzciny. Włókienka układały się na jego końcu w sposób przypominający dzisiejsze pędzle.

- Miseczka na wodę. Najczęściej gliniana; spotykane także skorupy żółwi (w przeciwieństwie do glinianych nie przeciekały)